# Burton R. Pollin
Burton Ralph Pollin (* 8. Mai 1916 in Worcester, MA; † 30. Juni 2009 in Bronxville, NY) war ein US-amerikanischer Literaturwissenschaftler und profunder Kenner von Leben und Werk des US-amerikanischen Schriftstellers Edgar Allan Poe.

## Leben
Pollin studierte am City College of New York und wurde an der Columbia University promoviert. Bis zu seiner Emeritierung war er langjähriger Dozent für Englisch an der City University of New York.
Pollin, der als Poe-Experte galt, publizierte zwölf Bücher über Poe und dessen Werk. Seit 1985 war er Ehrenmitglied der Poe Studies Association.
Burton R. Pollin war über 65 Jahre mit Alice M. Pollin (4. März 1918 – 27. Oktober 2010), Dozentin für Spanisch an der New York University verheiratet. Das Paar hatte zwei Kinder.

## Werke (Auswahl)

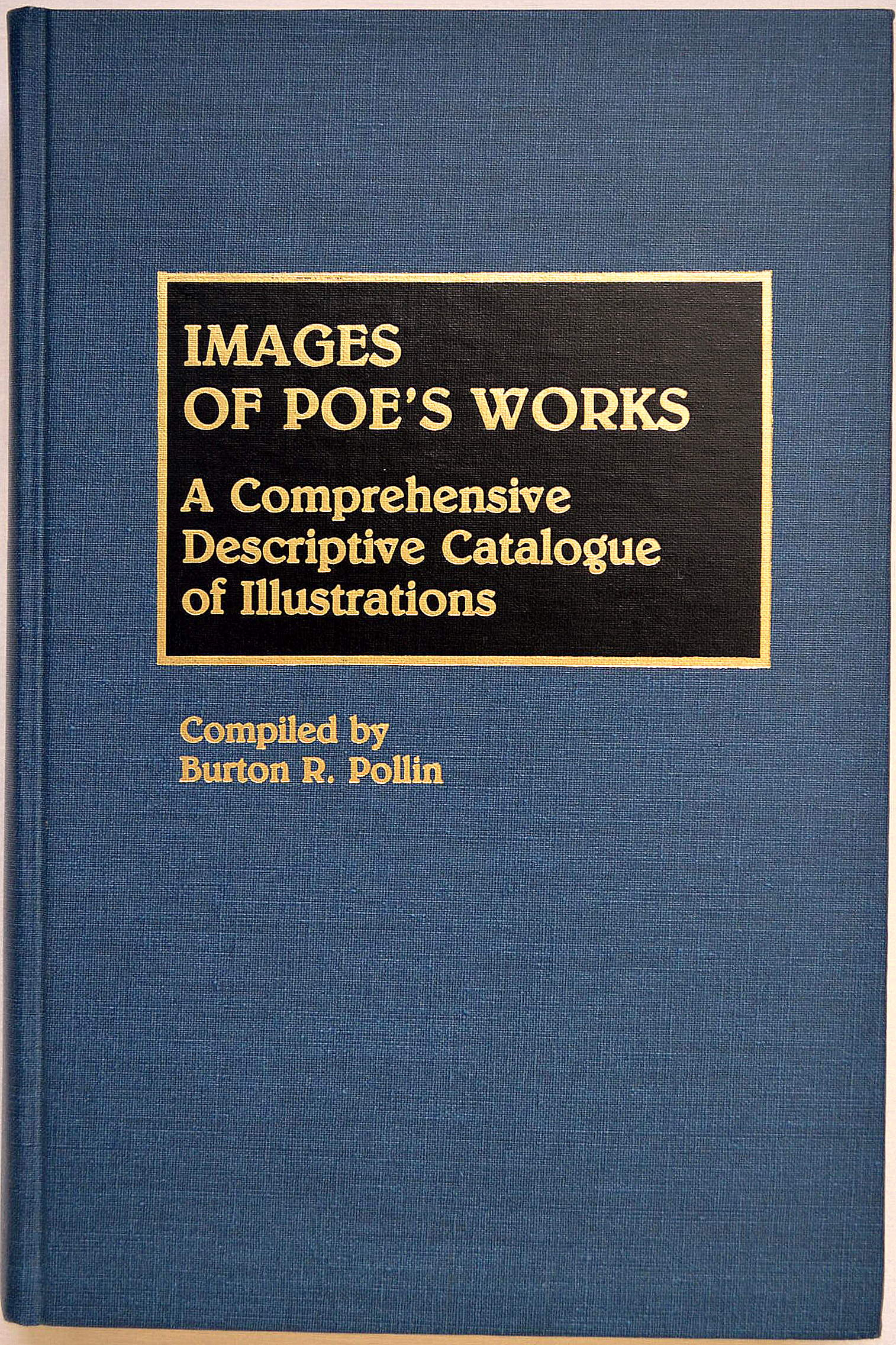
Images of Poe’s Works von 1989

- 1974: Poe, Creator of Words. Baltimore: The Edgar Allan Poe Society, ISBN 978-0-935164-04-6 (Digitalisat)
- 1982: Word Index to Poe’s Fiction. Gordian Press, New York, ISBN 978-0-877522-25-6 (Digitalisat)
- 1989: Images of Poe’s Works: A Comprehensive Descriptive Catalogue of Illustrations. Greenwood Press, ISBN 978-0-313265-82-2.
- 1995: mit Thomas S. Hansen: The German Face of Edgar Allan Poe. Columbia, SC, Camden House, ISBN 978-1-571130-69-3.
- 2008: mit John Ward Ostrom und Jeffrey A. Savoye (Hrsg.): Collected Letters of Edgar Allan Poe. 2 Bände, Gordian Press, ISBN 978-0-877522-46-1.

Darüber hinaus veröffentlichte Pollin mehr als 160 Artikel zu Poe.
Pollin war zudem jahrelang in den Redaktionen der Fachzeitschriften Poe Studies und The Edgar Allan Poe Review tätig und spendete für verschiedene Institutionen, die sich mit Edgar Allan Poe beschäftigen. So schenkte er der New York Public Library, dem Penn State Rare Book Room und der University of Iowa immer wieder Bücher mit Poe-Bezug. Darunter zum Beispiel 2003 mehrere Hundert verschiedensprachige, illustrierte Ausgaben für die Special Collections Library der University of Iowa.